# La Condamine

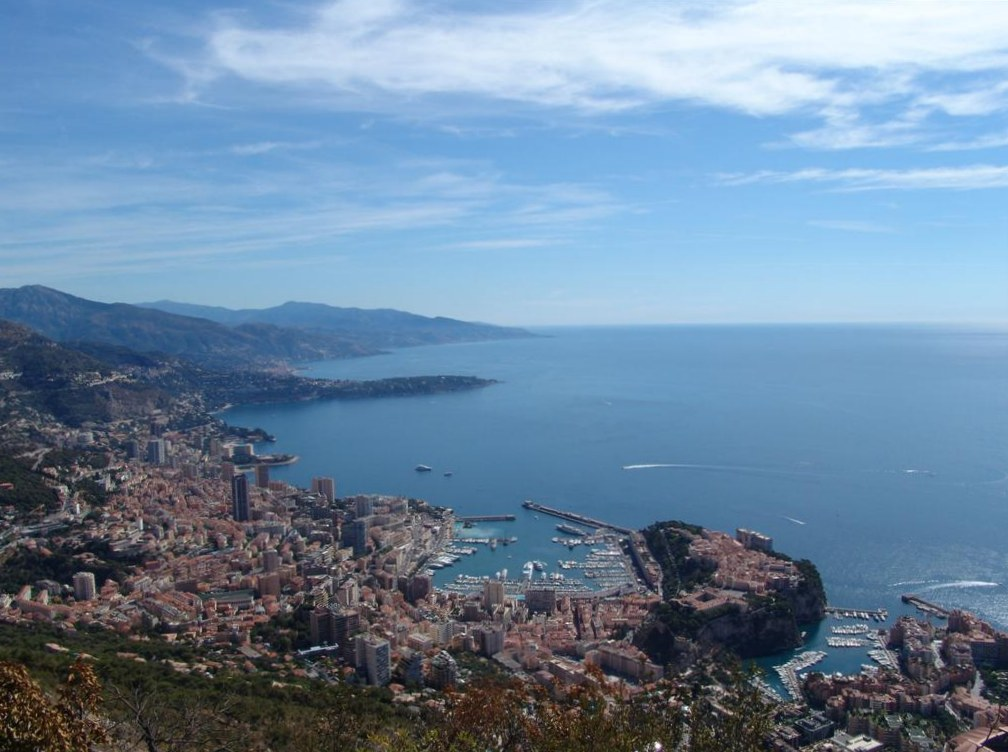
La Condamine está localizado diretamente à frente. Na direita é o menor porto de Fontvieille. Para a esquerda, com os edifícios altos é Monte Carlo.

La Condamine é um dos bairros do principado do Mónaco, com cerca 12 000 h. Construído em forma de terraço sobre o porto, está situado entre as fundações antigas da cidade do Mónaco.
La Condamine é o segundo maior bairro da cidade do Mónaco. O nome vem da Idade Média e significa terra cultivável nos arredores de uma vila ou castelo.